# Gerald Friesen
Gerald Friesen (* 24. September 1943 in Prince Albert (Saskatchewan)) ist ein kanadischer Historiker.

## Leben
Er schloss sein Studium mit einem B.A. Honors in Geschichte an der University of Saskatchewan im Jahr 1965 ab. Er erhielt seinen Master von der University of Toronto im Jahr 1966 und PhD (Studies in the development of Western Canadian regional consciousness 1870–1925) im Jahr 1974. Er lehrte ab 1970 an der University of Manitoba. 1976 erhielt er den Dr. and Mrs. H.H. Saunderson Award for Excellence in Teaching.
Seine Forschungsinteressen sind Westkanada, Manitoba, Arbeitsgeschichte, Kommunikationsgeschichte und Kanada.

## Schriften (Auswahl)
- mit Barry Potyondi: A guide to the study of Manitoba local history. Winnipeg 1981, ISBN 0-88755-121-1.
- The Canadian prairies. A history. Lincoln 1984, ISBN 0-8032-1972-5.
- River road. Essays on Manitoba and prairie history. Winnipeg 1996, ISBN 0-88755-639-6.
- Citizens and nation. An essay on history, communication, and Canada. Toronto 2000, ISBN 0-8020-4709-2.